# San Sebastián (Avilés)
San Sebastián es un lugar que pertenece a la parroquia de Valliniello en el concejo de Avilés (Principado de Asturias). Se encuentra a 17 m s. n. m. y está situado a 2,10 km de la capital del concejo, Avilés. 

## Población
En 2020 contaba con una población de 23 habitantes (INE 2020) repartidos en 17 viviendas.